# Stabilizzazione a gradiente di gravità
La stabilizzazione a gradiente di gravità (conosciuta anche come stabilizzazione mareale) è un metodo passivo di stabilizzazione dell'orientazione di satelliti artificiali verso una direzione fissata, basato sulla distribuzione di massa del corpo e sul campo gravitazionale terrestre. Il principale vantaggio rispetto ad un metodo di stabilizzazione attivo che usi propellenti, giroscopi o ruote di reazione è il basso consumo di potenza e risorse necessario.

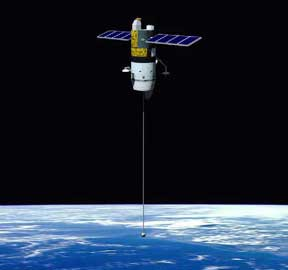
Rappresentazione di un satellite dotato di un'appendice utile alla sua stabilizzazione.

L'idea è quella di usare il campo gravitazionale della Terra e le forze mareali per mantenere il veicolo spaziale allineato nella direzione desiderata. Poiché l'attrazione gravitazionale della Terra diminuisce secondo la legge dell'inverso del quadrato, estendendo una lunga appendice, come un braccio meccanico o un cavo, perpendicolarmente all'orbita, la parte più in basso della struttura orbitante sarà maggiormente attratta verso la Terra. L'effetto sarà quindi che il satellite tenderà ad allineare il suo asse longitudinale parallelamente alle linee di campo, disponendosi cioè con l'asse di minima inerzia nella direzione della verticale locale, garantendo il controllo a due assi. L'asse che rimane libero è l'asse dell'imbardata, posto sul vettore nadir, ossia sul vettore che congiunge il satellite con il centro della Terra. Poiché la stabilizzazione a gradiente di gravità è piuttosto suscettibile alle variazioni di temperatura che si verificano in corrispondenza delle entrate e delle uscite dalle fasi di eclisse, queste, così come altri disturbi esterni, possono
provocare delle piccole oscillazioni attorno al vettore nadir, portando ad un fenomeno noto come "librazione" che può essere però attutito da opportuni smorzatori.
Poiché tale tecnica può essere utilizzata solo su veicoli che non richiedono un controllo sull'imbardata, essa viene impiegata solo su satelliti posti in orbite basse.

## Sistemi tethered
In un sistema tethered due satelliti sono tra loro connessi attraverso un sottile cavo detto tether.
 
I sistemi tethered binari sono composti da tre parti: il satellite di base, il cavo (o tether) e il satellite ausiliario, laddove il termine "satellite" è utilizzato nella sua accezione più ampia includendo anche navette o stazioni spaziali posti in orbita.
Prima del posizionamento, il cosiddetto satellite base contiene il cavo e il satellite ausiliario, finché quest'ultimo non viene lanciato verso un corpo che esercita attrazione, come la Terra, portando così allo srotolamento del cavo.

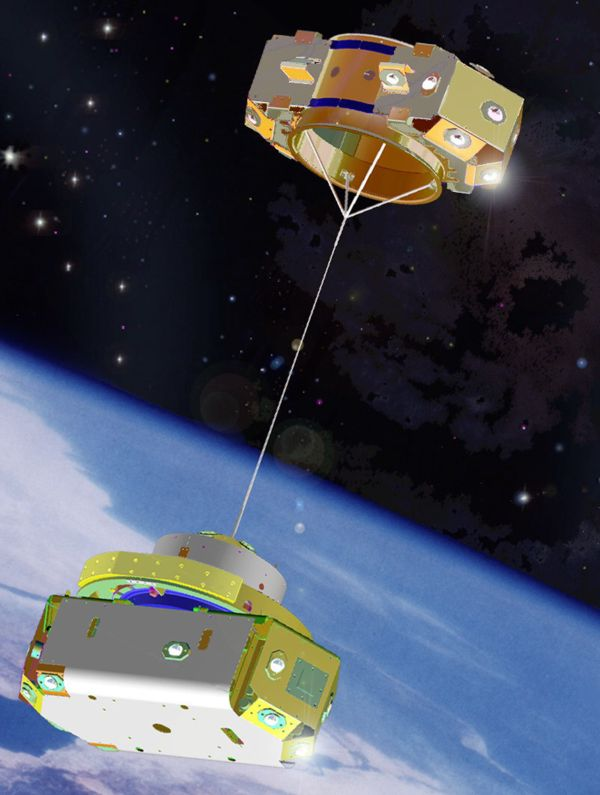
Disegno del satellite TiPs dello US Naval Research Laboratory. Nell'illustrazione viene visualizzata solo una piccola parte del cavo di 4 km.

In un sistema di questo tipo, il cavo può essere mantenuto teso dalla piccola differenza di attrazione gravitazionale che si viene a creare lungo di esso e il sistema può quindi essere stabilizzato grazie alla tecnica della stabilizzazione tidale.
Un sistema tethered ha un'orientazione stabile nella direzione della verticale locale. Ciò può essere compreso osservando il bilanciamento delle forze agenti su due corpi posti nello spazio a diversa altitudine e connessi da un cavo. In assenza del cavo di connessione la forza gravitazionale e la forza centrifuga agenti su ogni corpo sarebbero bilanciate e il corpo posto a maggior altitudine viaggerebbe più lentamente rispetto a quello posto più in basso. Con il cavo a connettere i due corpi, però, le cose cambiano; il sistema deve infatti viaggiare ad una singola velocità ed il cavo deve quindi rallentare la massa posta più in basso e velocizzare quella posta più in alto, portando quindi ad una diminuzione della forza centrifuga agente sul corpo posto più in basso e ad un aumento di quella agente sul corpo alla maggior altitudine. In conseguenza di questo l'equilibrio tra le due suddette forze viene meno e, nel caso della massa posta più in basso, la forza gravitazionale agente su di essa diventa dominante rispetto alla forza centrifuga, mentre nel caso della massa posta più in alto a risultare dominante sarà la forza centrifuga. Proprio questa differenza tra le due forze porta all'allineamento del sistema lungo la verticale locale.

## Applicazione
Sin dai primi anni sessanta ci furono esperimenti volti a verificare l'efficacia e l'utilizzo pratico di tale tecnica. Uno dei primi di questi è costituito dal satellite Transit Research and Attitude Control (TRAAC), lanciato nel novembre 1961 ad un'altezza di circa 950 km, il cui scopo principale era quello di testare il sistema di stabilizzazione mareale dei satelliti per la navigazione facenti parte della flotta Transit. Il sistema di stabilizzazione rispose in effetti al comando di estensione ma poco dopo, a causa del malfunzionamento di uno dei motorini, il braccio da 18,4 m utile alla stabilizzazione mareale non si estese del tutto.
Il primo tentativo di utilizzare questa tecnica su un volo con equipaggio umano fu svolto il 13 settembre 1966 dalla missione statunitense Gemini 11, agganciando la capsula Gemini al proprio satellite Agena attraverso un cavo lungo 30 m. La prova andò però male poiché il gradiente gravitazionale fu insufficiente a mantenere teso il cavo.
La tecnica fu usata per la prima volta con successo nel luglio del 1967 quando, dopo 12 giorni dal lancio, si riuscì a stabilizzare il satellite Department of Defense Gravity Experiment (DODGE), posto in orbita quasi geosincrona, orientandone la base e l'albero verso il centro della Terra.
Dal 1966 al 1969 la tecnica fu utilizzata su satelliti posti in orbita terrestre bassa e testata quindi senza successo per i satelliti ATS-2, ATS-4 e ATS-5, tutti tre facenti parte della serie di satelliti sperimentali Applications Technology Satellite. In tutti i casi i fallimenti furono però dovuti a problemi avvenuti nella fase di lancio dei satelliti (ATS-2 e ATS-4) o di accensione dei motori una volta raggiunto l'apogeo (ATS-5).
Nel 1984 questo metodo di stabilizzazione fu utilizzato per il Long Duration Exposure Facility (LDEF), messo in orbita dallo Space Shuttle Challenger nell'aprile dello stesso anno. In questo caso, tramite particolari accorgimenti, si riuscì a stabilizzare anche l'asse dell'imbardata (l'asse può essere controllato mediante una ruota che gira a velocità costante montata in modo che il suo asse di spin sia
perpendicolare al piano orbitale).
Una stabilizzazione a gradiente gravitazionale fu tentata nel luglio 1992 durante la missione della NASA e dell'ASI chiamata Tethered Satellite System-1 (TTS-1), svolta nell'ambito della missione STS-46. Il tentativo però fallì a causa di problemi nello svolgimento del cavo, il quale si srotolò solo per 260 metri dei 20,7 km previsti, ma fu comunque verificata la validità delle teorie sulla stabilizzazione tidale. Nel 1996, una missione analoga, chiamata TSS-1R, svolta nell'ambito della missione STS-75, fallì quando il cavo si ruppe dopo essersi srotolato per 19,7 km, cioè ad un solo km dalla conclusione dello svolgimento. Poco prima della rottura la tensione sul cavo era di circa 65 N. A differenza della precedente missione TSS-1, in questo caso il satellite collegato al cavo non fu recuperato.